# 순천 초연정 원림
순천 초연정 원림(順天 超然亭 園林)은 전라남도 순천시 송광면 삼청리에 있는, 초연정 정자와 정자 주변의 외원(外苑)이다. 2007년 12월 7일 대한민국의 명승 제25호로 지정되었다.

## 개요
『순천 초연정 원림』은 “초연정 정자와 정자 주변의 외원(外苑)을 함께 일컫는 것으로, “초연정”은 헌종 2년(1836) 청류헌(聽流軒) 조진충(趙鎭忠, 1777~1837)이 초가로 지어 옥천 조씨의 제각으로 이용하던 것을 그의 아들인 만회(晩悔) 조재호(趙在浩, 1808~1882)가 고종 원년인 1864년에 기와지붕으로 중건, 고종 25년(1888년) 송병선이 ‘초연정’이라 개칭한 정자이다.
왕대마을 모후산의 자연 계곡을 외원(外苑)으로 삼고 있는 초연정은 우리나라 정자가 대부분 풍경이 수려한 강변이나 구릉에 건축하여 확 트인 경관을 감상하는 게 목적인데 반해 마을 뒷산의 깊은 자연계곡을 이용하여 지어져 있어 매우 드문 예의 정자라 할 수 있다. 특히 초연정에서는 나무에 가려 계곡은 보이지 않으며 맑은 물소리만 들리는 것이 매우 특이하다.
초연정 앞의 모후산 자연계곡은 유량은 많지 않으나 물이 맑고 인적이 드물어 주변의 아름다운 암반과 암벽, 암벽에 부착해 자라는 활엽수(개서어나무 등)들이 어우러져 독특한 자연미를 보여주며 자연환경이 비교적 잘 보존되어 있다.
초연정과 초연정 앞 외원은 산간 계곡을 이용하여 지어진 특이한 예의 별서로 전통적인 모습을 잘 간직하고 있어 조경사적 가치가 클 뿐만 아니라, 주변 자연 경관이 아름답고 보존이 잘 되어 있어 경관적 가치가 큰 명승지이다.

## 참고 자료
- 순천 초연정 원림 - 국가유산청 국가유산포털
- 이 문서에는 문화재청에서 공공누리 제1유형으로 배포된 자료를 바탕으로 한 내용이 포함되어 있습니다.